# Paderbornská církevní provincie

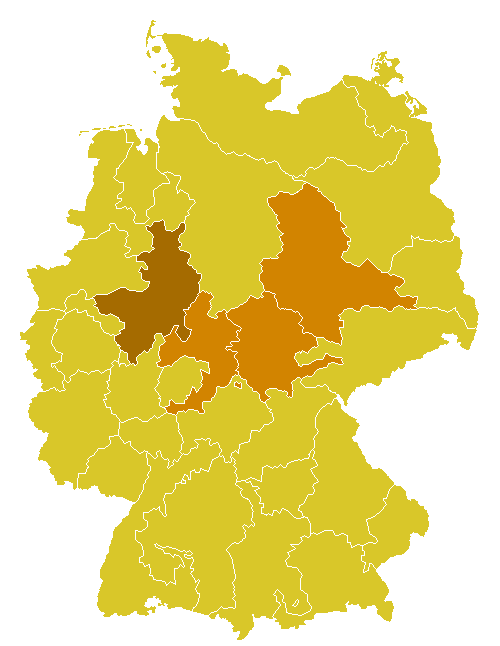
Paderbornská církevní provincie na mapě Německa

Paderbornská církevní provincie je církevní provincie římskokatolické církve v Německu. Byla založena roku 1929 a zahrnuje paderbornskou arcidiecézi spolu s erfurtskou, fuldskou a magdeburskou diecézí. Od roku 2003 je jejím metropolitou Hans-Josef Becker.

## Členění
K hamburské církevní provincii patří:
- Arcidiecéze paderbornská
  - Diecéze erfurtská
  - Diecéze fuldská
  - Diecéze magdeburská

## Metropolité
- Caspar Klein (1930-1941)
- Lorenz Jaeger (1941-1973)
- Johannes Joachim Degenhardt (1974-2002)
- Hans-Josef Becker (2003-)